# Acueducto del Avon
El acueducto del Avon (en inglés: Avon Aqueduct) es una estructura navegable que forma parte del Canal de la Unión. Cruza sobre el río Avon de Falkirk, y está situado cerca de Linlithgow (West Lothian), en Escocia, Reino Unido. Se construyó según el diseño de Hugh Baird (asesorado por Thomas Telford), y cuenta con doce arcos. El agua discurre en un cajero de fundición de hierro, y dos caminos de sirga recorren sus lados.

## Historia
El acueducto fue construido según un diseño de Hugh Baird, con el asesoramiento de Thomas Telford, al igual que los acueductos de Slateford y Lin's Mill, con los que comparte la misma tipología estructural. Telford no estaba convencido de que fueran necesarios los arcos de piedra junto con el cajero de hierro del canal, pero Baird usó ambos elementos en los tres acueductos mencionados. La construcción fue realizada por los sres. Craven, Whitaker y Nowell entre 1819 y 1821, y su éxito en la construcción de un puente de piedra sobre el río Ouse hizo que su oferta para el contrato fuera "con mucho la más elegible".
El acueducto se extiende a ambos lados del límite entre las áreas de West Lothian y Falkirk Council, por lo que está doblemente catalogado como elemento histórico. El acueducto es un monumento clasificado de categoría A.

## Diseño

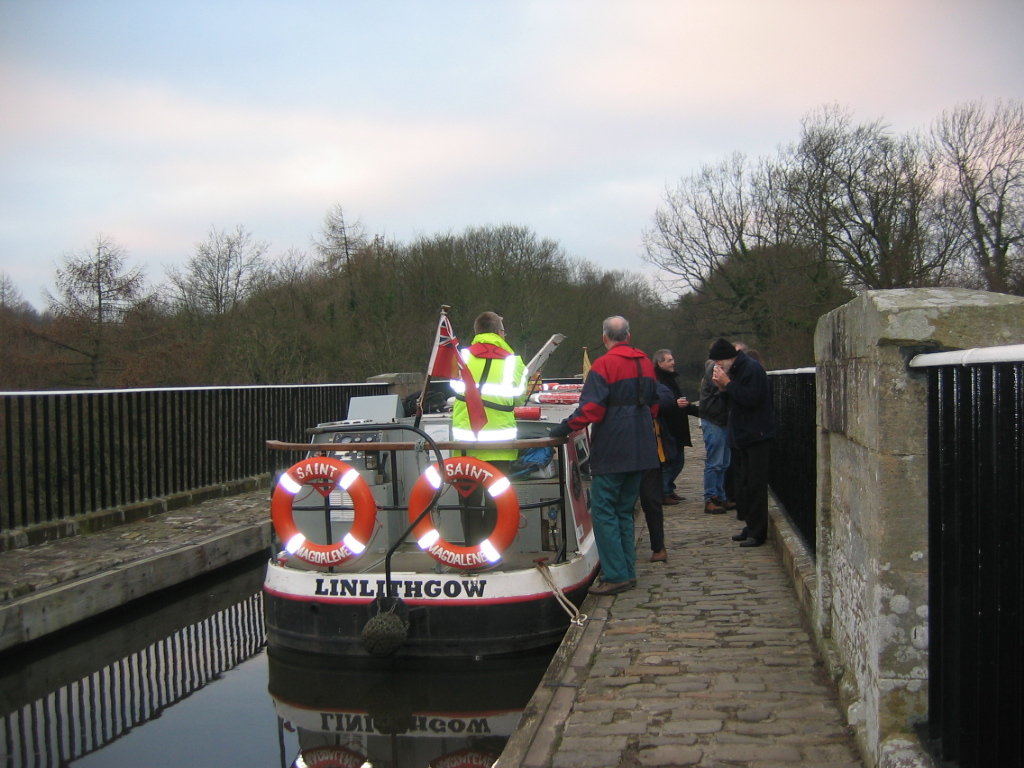
Un bote en el acueducto

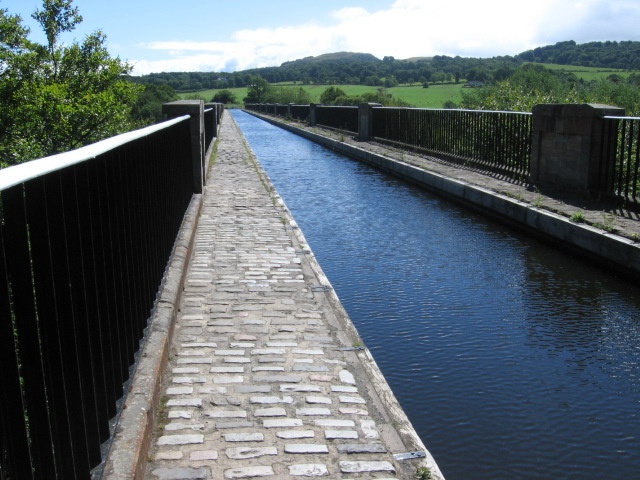
Vista desde el camino de sirga

El acueducto de Barton de 1761 y los acueductos de canales posteriores en el Reino Unido utilizaron grandes cantidades de mampostería cubierta con una capa de arcilla para obtener impermeabilidad. Sin embargo, después del éxito del Iron Bridge en 1789, Telford utilizó la fundición de hierro en acueductos como los de Chirk y de Pontcysyllte. Los construidos a principios del siglo XIX usaban un revestimiento de arcilla o bien un cajero de hierro sin una sección tipo en particular. El acueducto del Avon utilizaba un cajero de hierro para lograr la impermeabilidad, además de contener la presión del agua hacia el exterior, lo que le permite tener una construcción más esbelta que un ana estructura solamente de piedra como el acueducto de Kelvin.
Tiene un poco más de 810 pies (246,9 m) de largo, incluida la sección cónica del canal en cada extremo, y 86 pies (26,2 m) de alto sobre el agua del río. El acueducto se compone de doce arcos rebajados, cada uno de 50 pies (15,2 m) de luz. Los pilares, que son ligeramente troncopiramidales, alcanzan el arranque de los arcos a una altura de 50 pies (15,2 m) sobre el nivel del río, y la clave de los arcos se sitúa otros 50 pies (15,2 m) por encima de ese punto. Los pilares son huecos, y el acceso al interior de la estructura por debajo del cajero se realiza mediante una pequeña puerta de 3 pies (0,9 m) de alto por 2 pies 6 pulgadas (0,8 m) de ancho. La estructura tiene 23 pies 8 pulgadas (7,2 m) de ancho en la parte superior, y el canal tiene 13 pies (4 m) de ancho y alrededor de 6 pies (1,8 m) de profundidad debido a la sedimentación. Dispone de dos caminos de sirga empedrados de 4 pies (1,2 m) de ancho, uno a cada lado.
Es el acueducto más largo y alto de Escocia y el segundo más largo de Gran Bretaña, después del acueducto de Pontcysyllte de Gales.
El río pasa por debajo del acueducto en el extremo este, donde la estructura describe una ligera curva. Se puede ver desde el parque de Muiravonside Country.